# Kamienica przy ulicy Podbrzezie 2 w Krakowie
Kamienica przy ulicy Podbrzezie 2 – zabytkowa kamienica znajdująca się w Krakowie, w dzielnicy I przy ulicy Podbrzezie, na Kazimierzu.
Kamienica została wzniesiona w 1890 roku według projektu architekta Leopolda Tlachny. W 1930 roku budynek został nadbudowany o trzecie piętro, zgodnie z projektem Zygmunta Prokesza.
Kamienica została wpisana do gminnej ewidencji zabytków. Znajduje się na obszarze Kazimierza, którego układ urbanistyczny został wpisany 23 marca 1934 do rejestru zabytków.